# 蓝色航空 (罗马尼亚)
蓝色航空（Blue Air）是罗马尼亚的全服務的航空公司，从2004年12月起开始提供飞往欧洲各地的定期航班，其基地机场为布加勒斯特伯尼亚萨－奥雷尔·弗拉伊库国际机场（布加勒斯特市的一个小机场，另称Bucharest Băneasa），其航线集中于罗马尼亚境内如阿拉德、克卢日-纳波卡、巴克乌及锡比乌等地，覆盖了整个罗马尼亚地区。
得益于欧洲于1992年撤销了对航空业的管制及公司自身的低成本策略，蓝色航空航空实现了飞速的扩张，到现在其已经发展成为了中欧地区搭乘人数最多的航空公司之一。

## 航线
在公司创立之初开设了布加勒斯特到蒂米什瓦拉的航线，但却于2005年3月因罗马尼亚航空及铁路的竞争压力被迫放弃，此后蓝色航空航空于2006年10月29日开设了从布加勒斯特飞往克卢日-纳波卡国际机场的航线（该航线使用波音737型客机）。
从2006年11月起直到其他廉价航空如维兹航空、德国之翼航空、MyAir及易捷航空等公司进入罗马尼亚市场前，蓝色航空一直是罗马尼亚国内最便宜的航空公司，其经常在主要航线上提供折扣优惠使公众能便宜的买到前往欧洲主要城市的机票。

## 机队
蓝色航空航空的机队组成为：

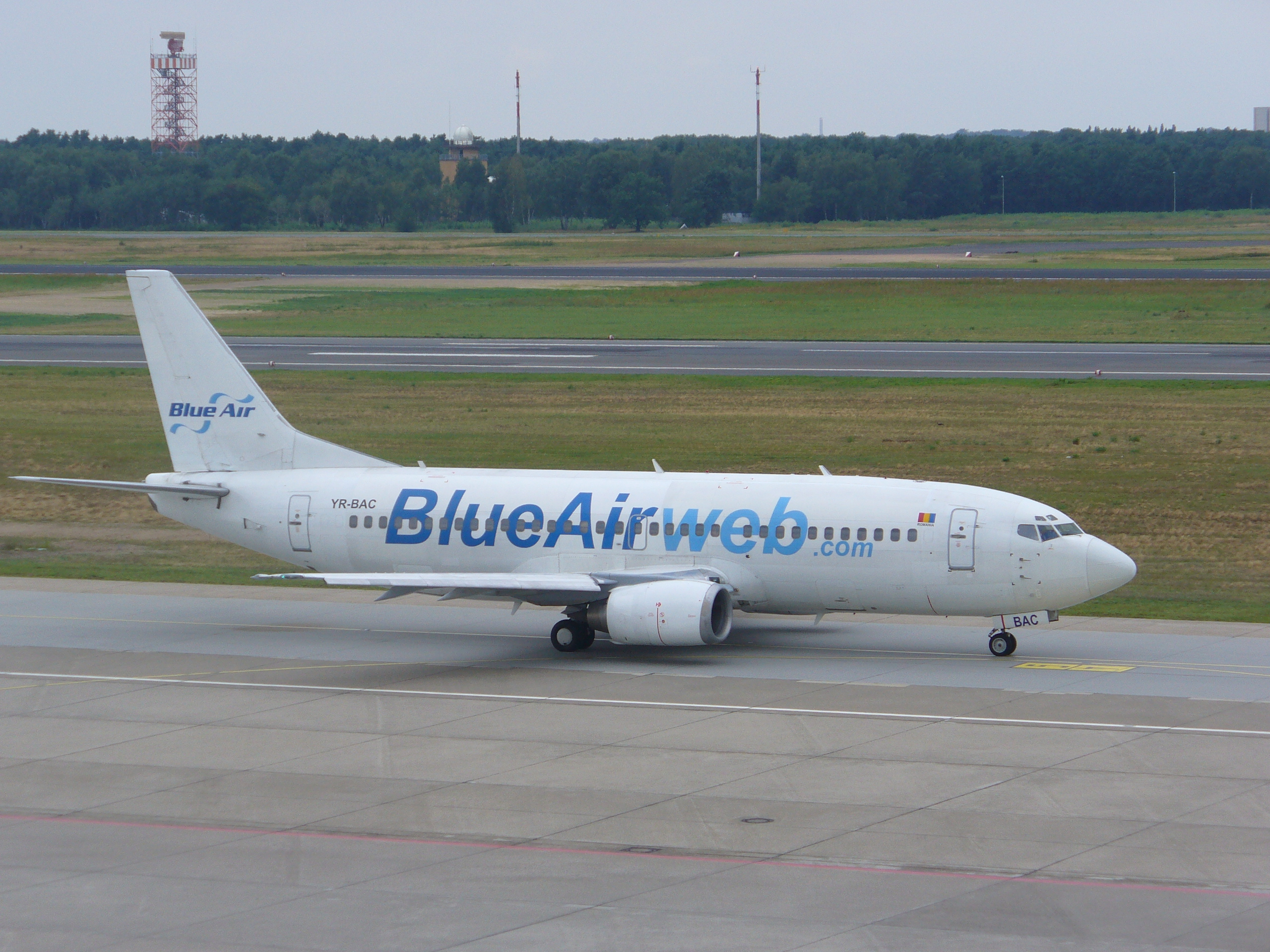
蓝色航空波音737-300客机(照片拍摄于柏林－泰格尔奥托·利林塔尔机场)

截至2009年7月15日，蓝色航空的飞机平均使用时间为13.8年。
公司准备使用波音737-900ER及波音737-800取代早期的型号。

## 外部連結
- 官方網站 （页面存档备份，存于）